# Hummbrella
Hummbrella,  monotipski rod crvenih algi, jedini u porodici Pseudoanemoniaceae, dio reda Plocamiales. Jedina je vrsta morska alga Hummbrella hydra u vodama oko otočja Juan Fernandez (Čile).
Porodica je opisana 1969., a ime je dobila po sinonimnom imenu Pseudoanemonia.

## Sinonimi
Pseudoanemonia V.J.Chapman   